# Bussac-Forêt
Bussac-Forêt település Franciaországban, Charente-Maritime megyében. Lakosainak száma 1079 fő (2022. január 1.). Bussac-Forêt Bedenac, Chepniers, Corignac, Montlieu-la-Garde, Donnezac, Laruscade, Saint-Savin és Saint-Yzan-de-Soudiac községekkel határos.

## Népesség
A település népességének változása:
| Lakosok száma | 609  | 753  | 860  | 938  | 1001 | 1011 | 1034 | 1053 | 1069 | 1079 |
|               | 1968 | 1982 | 1990 | 2006 | 2013 | 2015 | 2017 | 2019 | 2020 | 2022 |